# 존 응구기
존 응구기 카마우(John Ngngi Kamau, 1962년 5월 10일 ~ )는 전 케냐의 육상 선수로 1988년 서울 올림픽 5000m 금메달리스트이다.

## 경력
무랑가 구역의 키구모 출신으로 응구기의 초창기 국제적 성공은 1986년과 1989년 사이에 세계 크로스컨트리 선수권 대회에서 4개의 연속적 타이틀우승 기록을 세운 것이다. 전체로 5개의 타이틀을 이겼다.
응구기는 1987년 세계 육상 선수권 대회에서 5000m 예선을 우승하였을 때 자신을 트랙 육상 선수로 수립하였다. 결승전에서 두 번째 킬로미터에서 자신의 선두 달리기 전술에 불구하고 완료에 돌진하다가 실망스러운 12위에 그치고 말았다. 같은 해 나이로비에서 열린 올아프리카 경기의 5000m 경주를 우승하였다.
1988년 하계 올림픽에서 첫 킬로미터 후에 선두로 달려 50m 선두를 이루었다. 기대적인 전력 질주가 마지막 바퀴에 나오면서 그의 선두가 감소됨에 불구하고 30m 차이로 용케 우승을 거두었다.
1990년 코먼웰스 게임에서 응구기는 올림픽 금메달을 우승한 똑같은 전술을 시도하였다. 두 바퀴 후에 발이 걸려 넘어지고 남은 트랙에 35m를 잃였어도 그는 선두를 잡아 종이 울리던 40m 공간을 자리잡을 수 있었다. 그러나 이번에는 오스트레일리아의 앤드루 로이드가 0.08초 차이로 우승하고 말았다.
1992년 5번째 세계 크로스 컨트리 타이틀을 우승하였으며, 은퇴하기 전에 그의 마지막 주요 국제 시합 출전이었다.